# Manou
Manou ist eine französische Gemeinde mit 606 Einwohnern (Stand: 1. Januar 2022) im Département Eure-et-Loir in der Region Centre-Val de Loire; sie gehört zum Arrondissement Nogent-le-Rotrou und zum Kanton Nogent-le-Rotrou.

## Geographie
Manou liegt etwa 40 Kilometer westnordwestlich von Chartres an der Eure. Umgeben wird Manou von den Nachbargemeinden Senonches im Norden und Osten, Fontaine-Simon im Süden und Südosten, Les Menus im Westen und Südwesten, Neuilly-sur-Eure im Westen sowie La Ferté-Vidame im Nordwesten.

## Bevölkerungsentwicklung
| Jahr                       | 1962 | 1968 | 1975 | 1982 | 1990 | 1999 | 2006 | 2018 |
| Einwohner                  | 440  | 392  | 461  | 474  | 433  | 511  | 545  | 590  |
| Quellen: Cassini und INSEE |      |      |      |      |      |      |      |      |

## Sehenswürdigkeiten

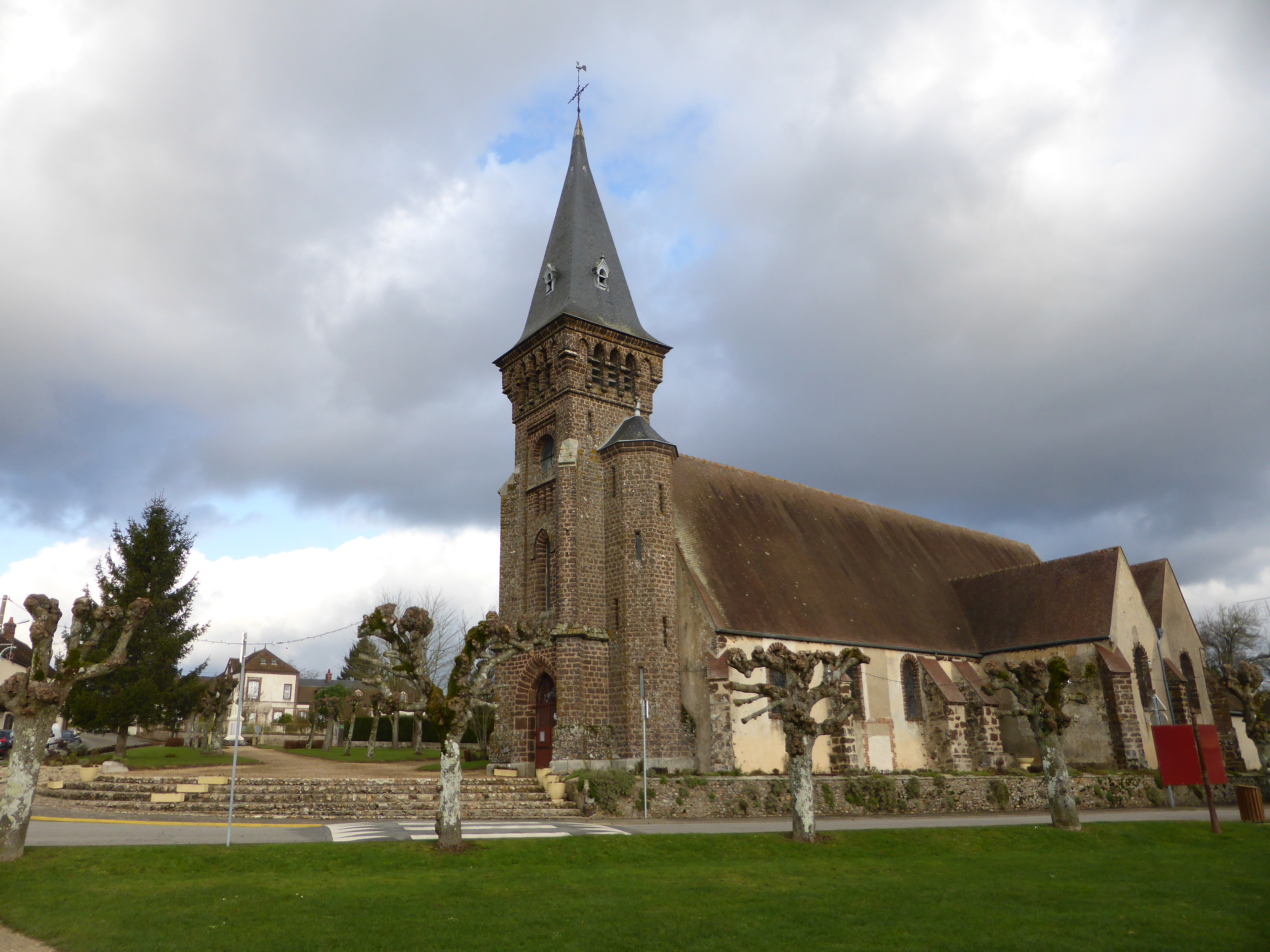
Kirche Saint-Pierre
- Kapelle Sainte-Anne
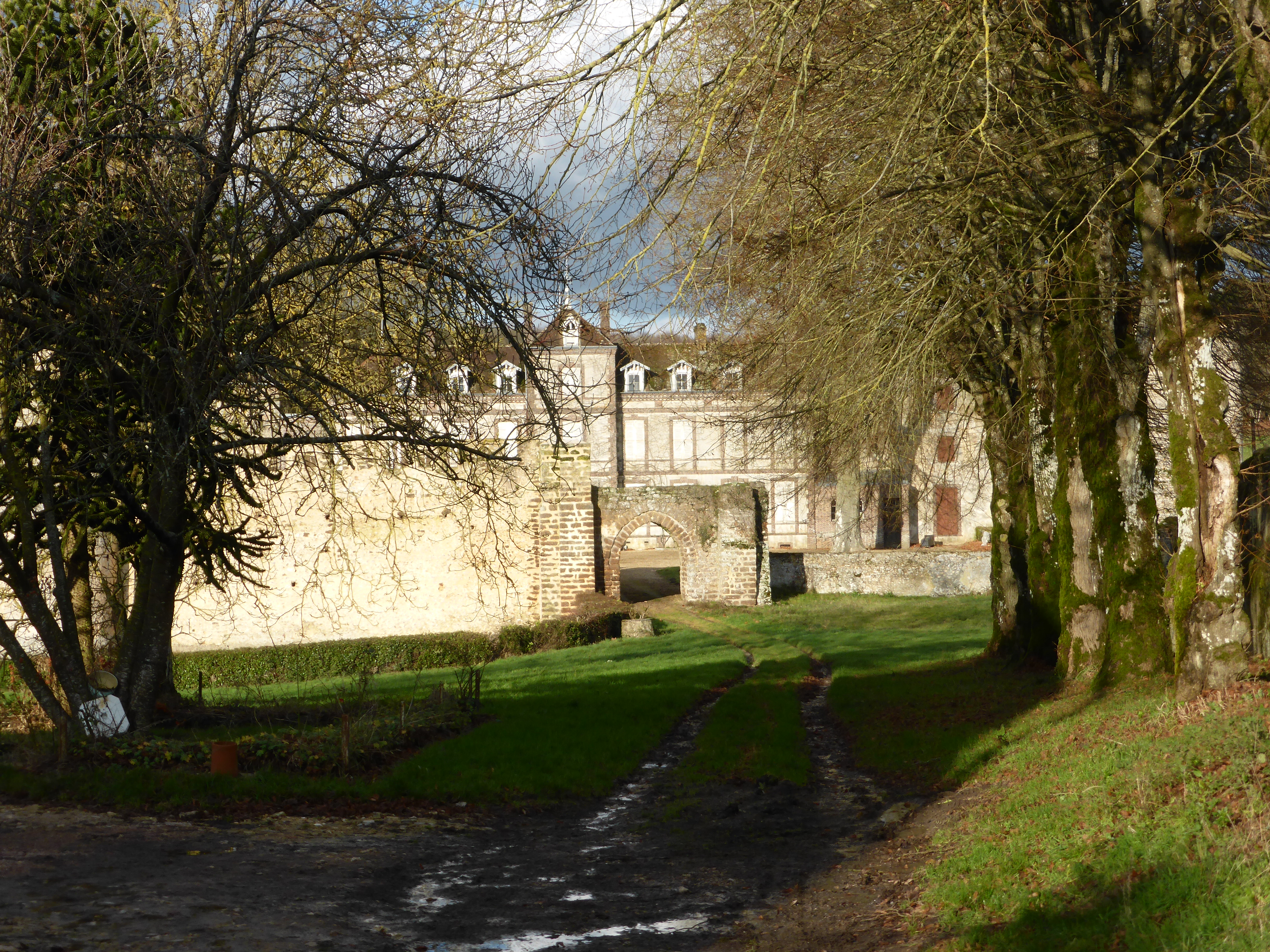
Schloss Manou

- Kirche Saint-Pierre
- Eingang zum Schloss Manou

## Gemeindepartnerschaften
Mit der kanadischen Gemeinde Petit-Saguenay in der Provinz Québec besteht eine Partnerschaft.